# قره‌جا بینه
قره‌جا بینه (به لاتین: Qaracabinə) یک منطقه مسکونی در جمهوری آذربایجان است که در شهرستان بالاکن واقع شده‌است.